# Кейн (округ, Іллінойс)
Шаблон:StateAbbr_ 41°57′00″ пн. ш. 88°26′00″ зх. д. / 41.95° пн. ш. 88.433333333333° зх. д.
Округ Кейн (англ. Kane County) — округ (графство) у штаті  Іллінойс, США. Ідентифікатор округу 17089.

## Історія
Округ утворений 1836 року.

## Демографія
За даними перепису 
2000 року 
загальне населення округу становило 404119 осіб, зокрема міського населення було 379066, а сільського — 25053.
Серед мешканців округу чоловіків було 203245, а жінок — 200874. В окрузі було 133901 домогосподарство, 101454 родин, які мешкали в 138998 будинках.
Середній розмір родини становив 3,43.
Віковий розподіл населення поданий у таблиці:
| Стать    | До 15 років | 15-21 | 22-29 | 30-39 | 40-49 | 50-65 | 65-85 | Понад 85 |
| -------- | ----------- | ----- | ----- | ----- | ----- | ----- | ----- | -------- |
| Чоловіки | 52654       | 21839 | 22913 | 33910 | 31451 | 26696 | 12718 | 1064     |
| Жінки    | 50202       | 18719 | 21355 | 32922 | 30808 | 26669 | 16891 | 3308     |

## Суміжні округи
- Макгенрі — північ
- Кук — схід
- Дюпаж — схід
- Вілл — південний схід
- Кендалл — південь
- Декальб — захід

## Виноски
1. ↑  U.S. Decennial Census. United States Census Bureau. Архів оригіналу за 26 квітня 2015. Процитовано 16 квітня 2015.
2. ↑  Historical Census Browser. University of Virginia Library. Архів оригіналу за 11 серпня 2012. Процитовано 6 липня 2014.
3. ↑  Population of Counties by Decennial Census: 1900 to 1990. United States Census Bureau. Архів оригіналу за 24 квітня 2014. Процитовано 6 липня 2014.
4. ↑  Census 2000 PHC-T-4. Ranking Tables for Counties: 1990 and 2000 (PDF). United States Census Bureau. Архів (PDF) оригіналу за 18 грудня 2014. Процитовано 6 липня 2014.
5. ↑  State & County QuickFacts. United States Census Bureau. Архів оригіналу за 6 червня 2011. Процитовано 6 липня 2014.(англ.) Наведено за англійською вікіпедією.
6. ↑  American FactFinder. Бюро перепису населення США. Архів оригіналу за 29 липня 2011. Процитовано 31 січня 2008.

| США | Це незавершена стаття з географії США. Ви можете допомогти проєкту, виправивши або дописавши її. |